# Leptostylis antipus
Leptostylis antipus is een zeekommasoort uit de familie van de Diastylidae. De wetenschappelijke naam van de soort is voor het eerst geldig gepubliceerd in 1907 door Zimmer.